# Reitor

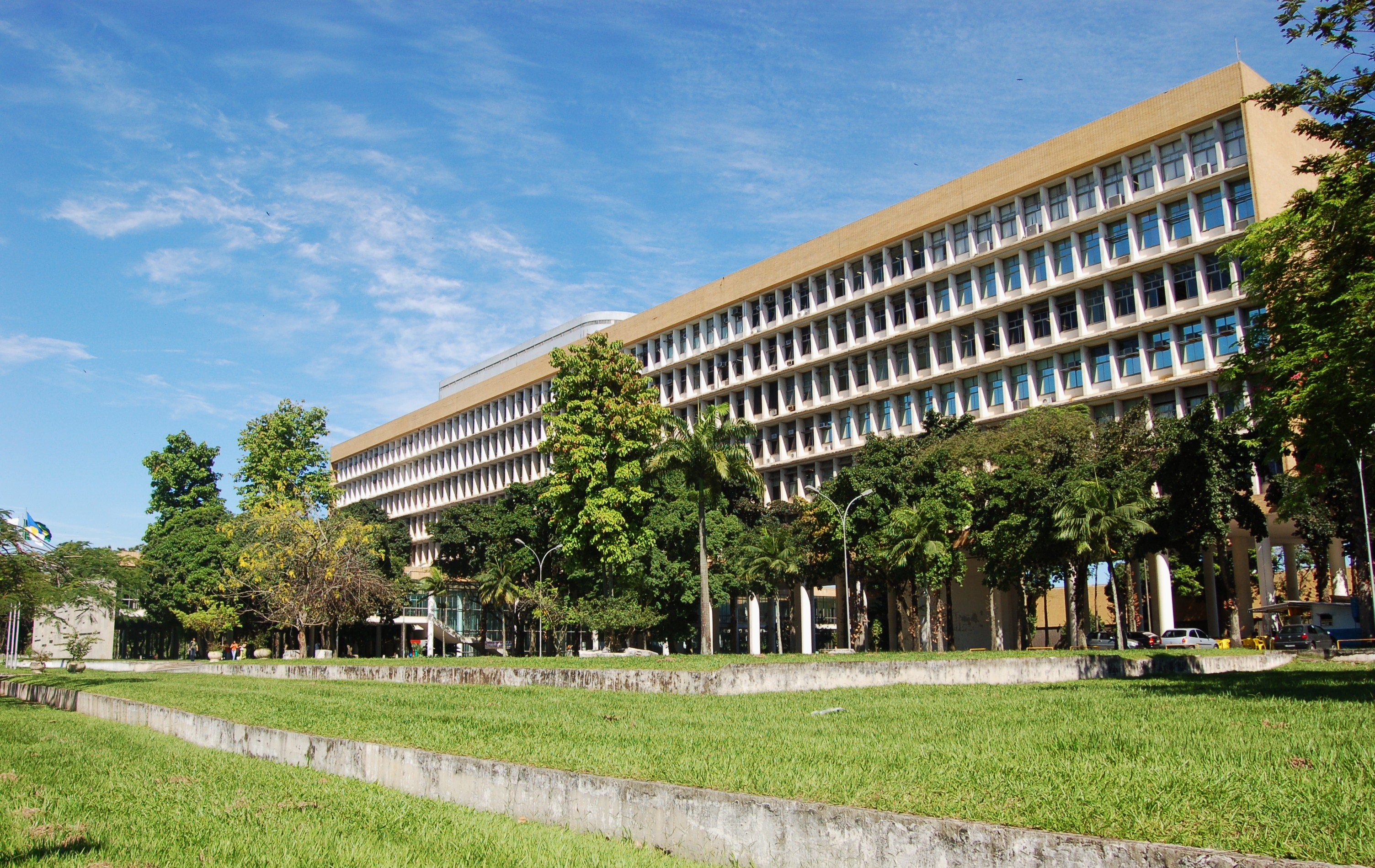
O prédio da reitoria da Universidade Federal do Rio de Janeiro projetado pelo arquiteto Jorge Moreira e construído em 1957.

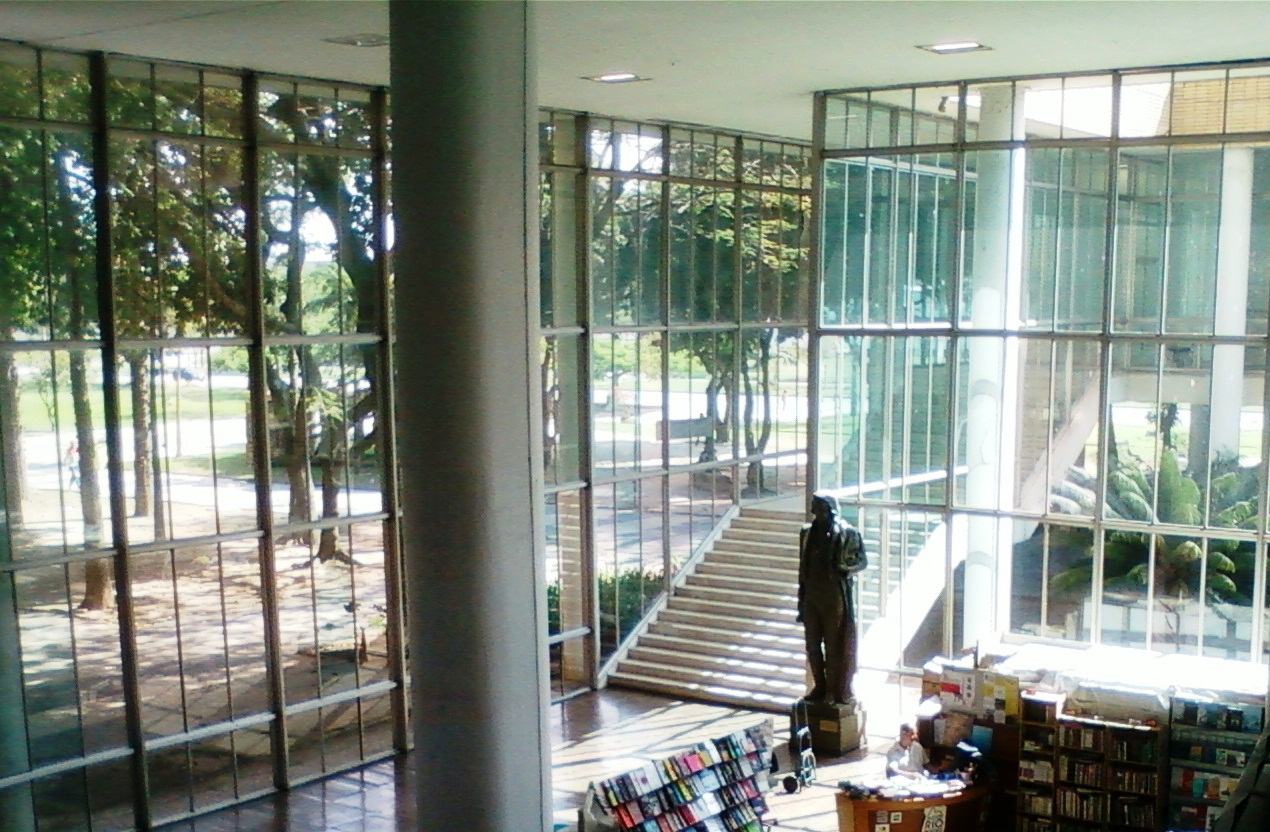
O prédio de arquitetura moderna da reitoria da Universidade Federal do Rio de Janeiro abriga, além da administração central, a Escola de Belas Artes e a Faculdade de Arquitetura e Urbanismo.

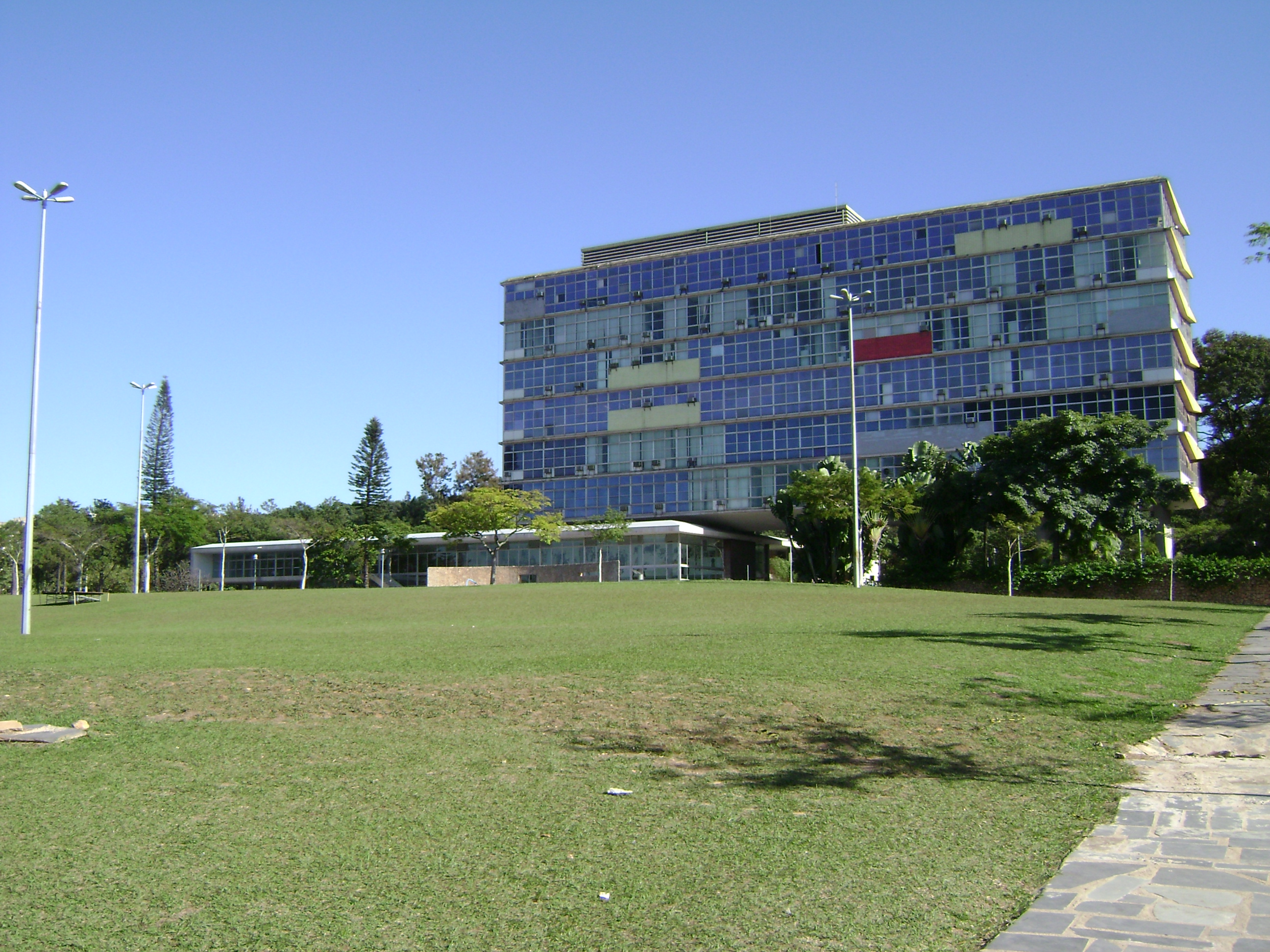
Reitoria da UFMG, em Belo Horizonte.

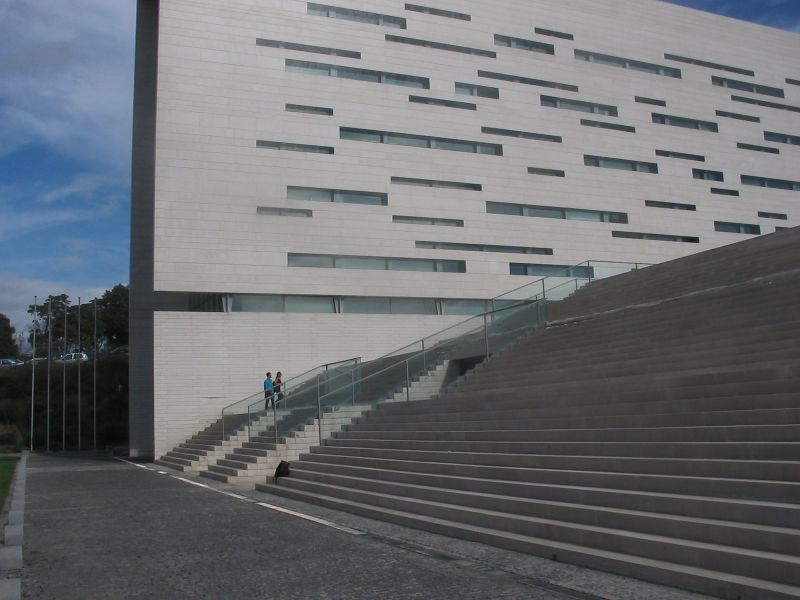
Reitoria da Universidade Nova de Lisboa, em Campolide.

Reitor é a denominação atribuída ao dirigente máximo de alguns tipos de instituições de ensino, podendo também designar o sacerdote responsável por um seminário ou por um santuário, basílica ou catedral. A palavra tem origem no latim rector (aquele que dirige, aquele que governa).

## Brasil
O reitor é o diretor principal de certos tipos de instituições de ensino, em especial as universidades, nas quais cada unidades acadêmicas (faculdades, escolas, institutos, centros etc., a depender da instituição) possui o seu próprio diretor. Da mesma forma, a Reitoria é normalmente considerada o órgão executivo máximo de uma universidade. O pronome de tratamento para reitor é Vossa Magnificência (V. M.).
Diretamente abaixo do reitor está o vice-reitor, que tem como principal atribuição substituir o reitor em caso de vacância, e os pró-reitores (assim como das Pró-Reitorias), um acadêmico responsável pela direção de uma determinada área de atuação da instituição em questão, como a pesquisa, extensão, graduação ou assistência estudantil.
As cerimônias dependem de cada instituição. Mas, na maioria das universidades brasileiras, durante os atos solenes, o reitor veste as tradicionais roupas do protocolo acadêmico, as vestes talares. As vestes talares, as quais remontam ao cerimonial multissecular da Universidade de Coimbra, da qual as universidades brasileiras herdaram a maior parte das tradições protocolares, são formadas por quatro peças: beca na cor preta, samarra na cor branca, capelo na cor branca e colar doutoral.
Usa-se a samarra branca porque simboliza a junção de todas as áreas de conhecimento da universidade e a pureza que deve nortear os atos do reitor. O capelo é indicativo do poder institucional e temporal inerente ao seu cargo. Já colar doutoral é o símbolo da união e da integração que une as unidades universitárias e os demais órgãos da universidade na sua tríplice missão de ensinar, pesquisar e estender serviços à comunidade.

### Escolha
Em universidades federais, desde 1995, o processo de nomeação do reitor de universidades federais começa por uma consulta à comunidade universitária, com 70% de peso para o voto docente, e os restantes 30% para técnicos e discentes. A partir da consulta, é gerada uma lista tríplice, a partir do qual o Presidente nomeia um dos três nomes indicados. Já em Institutos federais, não há formação de lista tríplice, sendo, a partir da consulta, apenas um candidato indicado para homologação pelo Governo Federal.
Apesar de usualmente ser nomeado o candidato com mais votos na consulta, há exceções. Em 1998, Fernando Henrique Cardoso indicou o terceiro colocado para reitoria da UFRJ, gerando revolta na comunidade acadêmica. Durante os governos de Lula e Dilma Rousseff, manteve-se à risca a tradição de nomear o mais votado da lista, respeitando o processo de escolha de cada instituição de ensino. Já Jair Bolsonaro desrespeitou o primeiro lugar da lista tríplice, reivindicando a prerrogativa da nomeação, escolhendo em diversas ocasiões, o segundo ou terceiro da lista, que em certos casos eram inclusive os menos votados.
Algumas universidades estaduais têm processo similar. Em 2009, o governador do estado de São Paulo, José Serra, escolheu como reitor da Universidade de São Paulo o segundo da lista tríplice. Desde o fim da ditadura, em 1985, essa foi a primeira vez em que o mais votado não foi o escolhido.
Outras universidades há diferentes modelos, mas se destaca o universal, onde cada voto tem o mesmo peso.

## Portugal
O reitor é o órgão superior de governo e de representação externa e de condução da política de uma universidade ou de um instituto universitário, eleito pelo respectivo conselho geral.
O reitor é coadjuvado directamente por vice-reitores e, eventualmente, apoiado, em áreas específicas, por pró-reitores.
Nas universidades, e como forma de tratamento cerimonioso, é frequente designar o reitor como magnífico reitor.
Esta denominação já foi adoptada para designar o dirigente máximo dos liceus, nomeado pelo Governo para esse cargo.
Também pode designar o sacerdote responsável por um seminário ou por um santuário católico, basílica ou catedral.